# Messicobolus tzendalus
Messicobolus tzendalus är en mångfotingart som först beskrevs av Henri Saussure 1860.  Messicobolus tzendalus ingår i släktet Messicobolus och familjen Messicobolidae. Inga underarter finns listade i Catalogue of Life.